# Calle (Croazia)
Calle (o Valle Mui, anticamente anche Cale, in croato Kali), è un comune della Croazia della regione zaratina situato sull'isola di Ugliano. Al censimento del 2011 possedeva una popolazione di 1.638 abitanti.

## Località
Il comune di Calle non è suddiviso in frazioni.